# Černobil
Černobil (ukrajinski: Чорнобиль / Čornobilj, u literaturi često prema ruskom obliku: Černobil) ukrajinski je gradić u blizini sjeverne ukrajinske granice, otprilike 100 km sjeverno od Kijeva i 15 kilometara od Čornobyljske nuklearne elektrane.
Prije nuklearne nesreće 1986. godine u gradiću je živjelo oko 14 000 stanovnika. Danas grad Černobil nije naseljen i cijelo okruženje je iz sigurnosnih razloga pod posebnim nadzorom. Gradić je u 19. i 20. stoljeću predstavljao važno trgovačko i industrijsko središte na riječnom putu između Baltičkog i Crnog mora.

## Černobilska nesreća
Grad Černobil je danas gotovo isključivo poznat po 15 kilometara udaljenoj istoimenoj Černobilskoj elektrani i nukleranoj nesreći zbog koje su stanovnici grada i okolice napustili cijelo područje iz sigurnosnih, odnosno zdravstvenih razloga odmah nakon nesreće.
Dana 26. travnja 1986., kombinacijom nesigurnog dizajna sovjetskog nuklearnog reaktora te ljudskom pogreškom, uzrokovana je eksplozija koja je uništila jedan od četiri reaktora u Černobilskoj nuklearnoj elektrani. Posljedica eksplozije nije nalikovala eksploziji nuklearne bombe, ali je relativno manja eksplozija učinila štetu na reaktoru koji će potom otpustiti velike količine radioaktivne prašine, otprilike devet puta jače kontaminacije nego prilikom eksplodirane bombe u japanskom gradu Hirošimi.
Grad Černobil je do danas ostao nenaseljen i pod redovnom je kontrolom ukrajinskih državnih službi za sanaciju okoliša.

## Černobil danas
Nakon brojnih istraživanja sa sigurnošću se može reći da je najveći dio radioaktivnih čestica još uvijek iza čeličnih zidova černobilske elektrane.
Istraživanja su pokazala da su se na šire černobilsko područje vratile životinjske vrste koje se više ne mogu naći u prirodi koju kontrolira čovjek.

## Vanjske poveznice
- Milan Nosić: Jezično normiranje i ukrajinsko zemljopisno ime Čornobylj, Jezik: časopis za kulturu hrvatskoga književnog jezika, sv.61 br.4-5 prosinac 2014.